# Charles Nègre
Pour les articles homonymes, voir Nègre (homonymie).

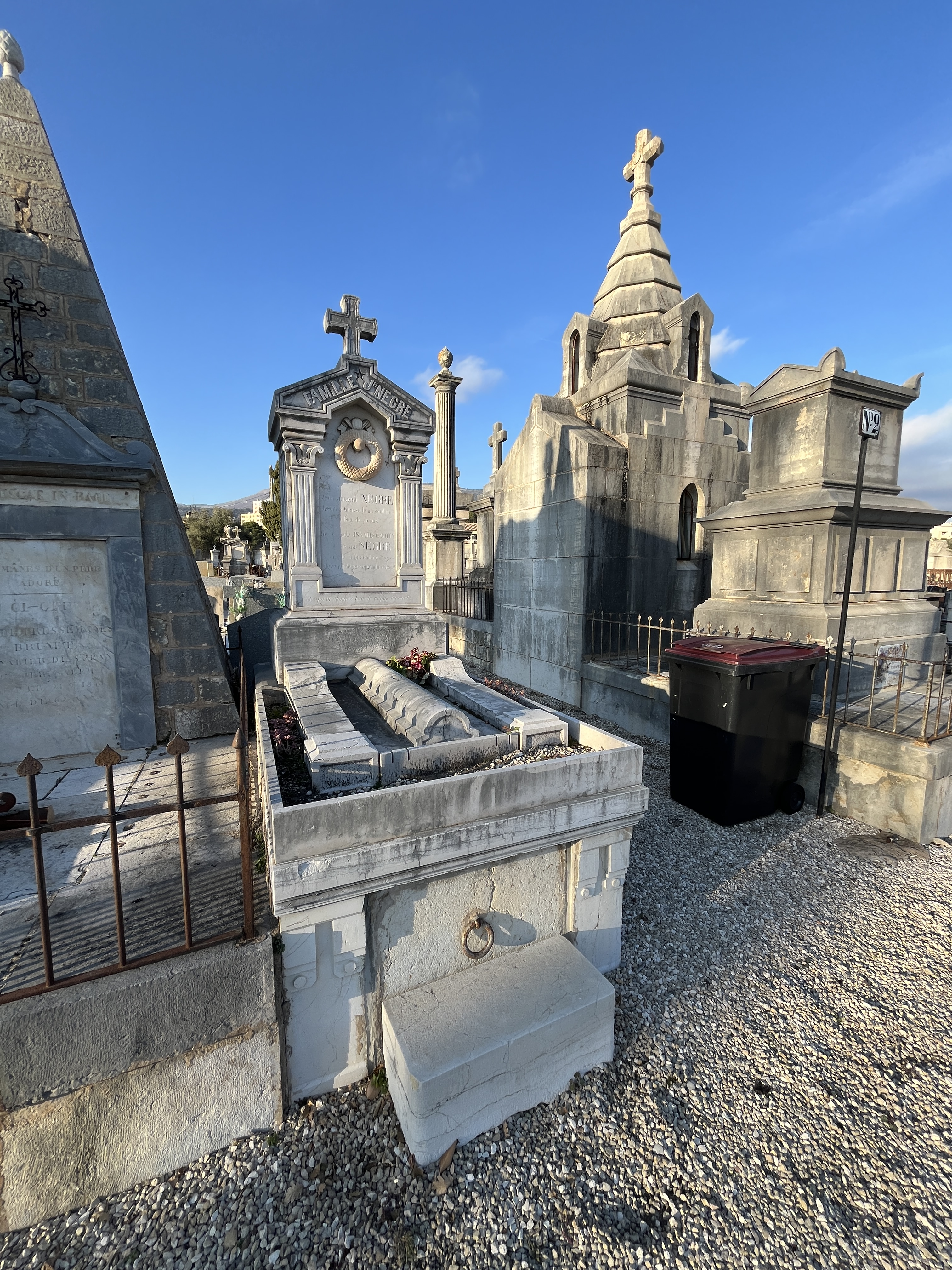
Sépulture de Charles Nègre au cimetière Sainte-Brigitte à Grasse.

Charles Nègre, né le 9 mai 1820 à Grasse où il est mort le 16 janvier 1880, est un artiste peintre, devenu photographe au début des années 1850.

## Biographie

### Formation et premières années
Charles Nègre étudie la peinture sous la direction de Paul Delaroche, Michel Martin Drolling, puis achève sa formation auprès d’Ingres.
Il suit les cours de l'École des beaux-arts de Paris et expose ses tableaux au Salon parisien de 1843 à 1864. Il y obtient en 1850 une médaille de 3e classe. Il présente quelques gravures : Vue de la cité (1859), La Porte royale de la cathédrale de Chartres (1861). En 1847 il obtient la commande de copies du Portrait de Louis-Philippe d'après Franz Xaver Winterhalter.
Ses tableaux et ses gravures se trouvent essentiellement dans deux musées :
- Musée d'art et d'histoire de Provence à Grasse qui conserve un fonds important de son œuvre picturale : Vue des remparts d'Antibes, Le quartier des moulins à Grasse, Portrait du général Comte Gazan de la Peyrière, Étude pour la mort de saint Paul, La mort de saint Paul, Étude de tête de moine, Léda et le cygne, La mort de Coronis, mère d'esculape etc.
- Musée Ingres à Montauban qui possède plusieurs gravures ou estampes : Cathédrale de Chartres, porche méridional[2], Cathédrale de Chartes, façade occidentale, porte latérale[3], Portail de l'église Saint-Trophime d'Arles etc.

Peintures de Charles Nègre
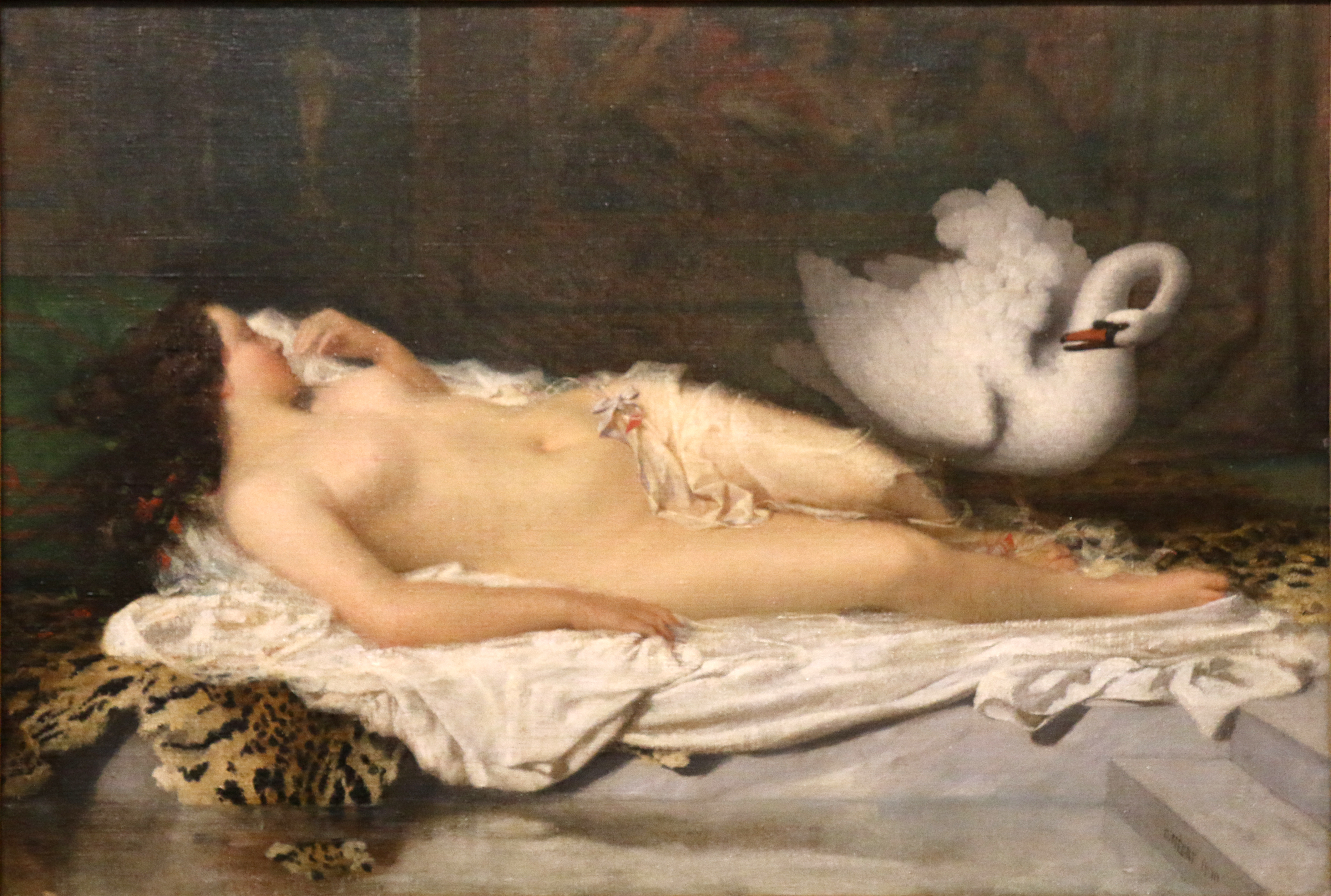
Léda et le cygne
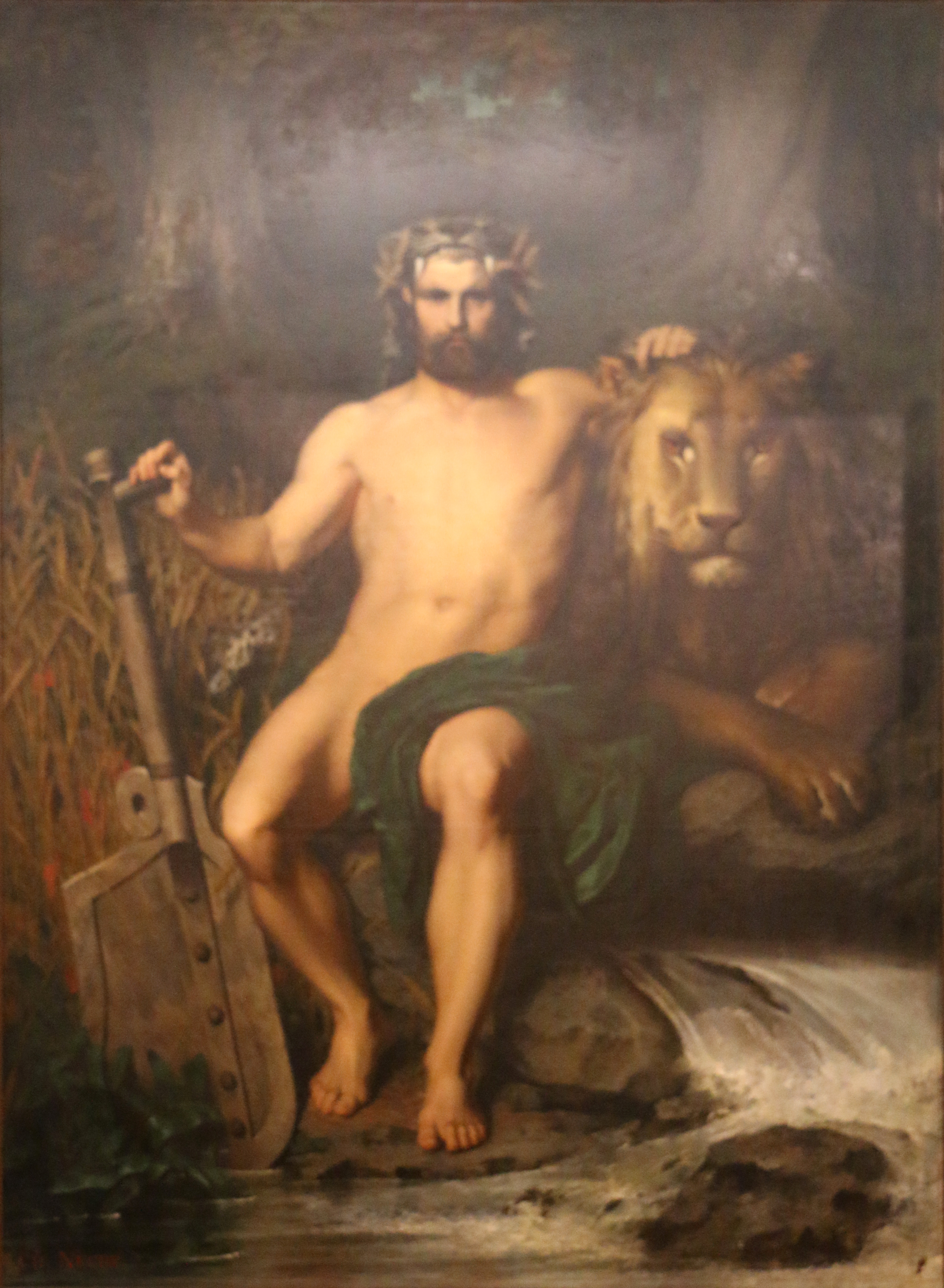
La puissance de l'homme.
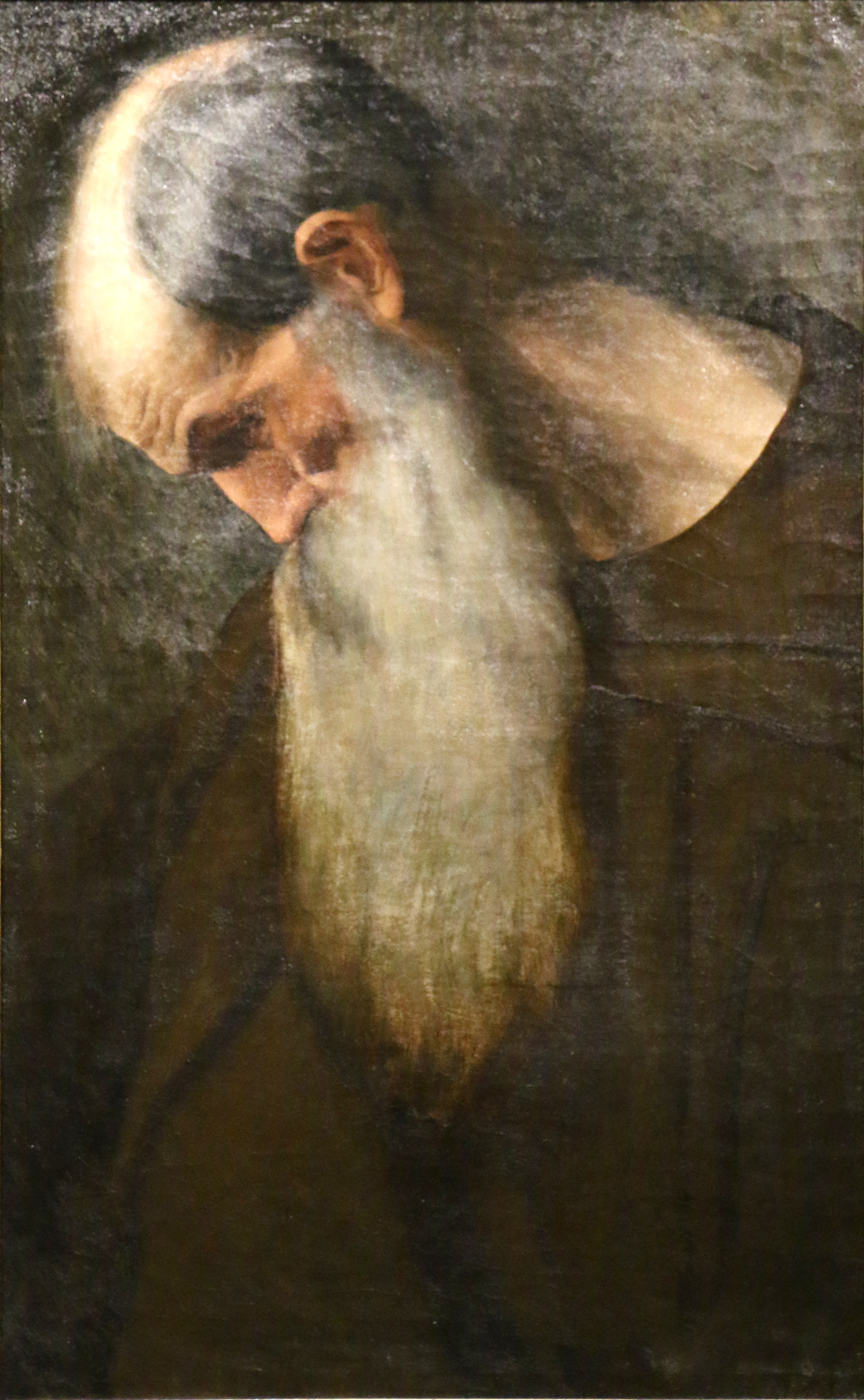
Étude de tête de moine
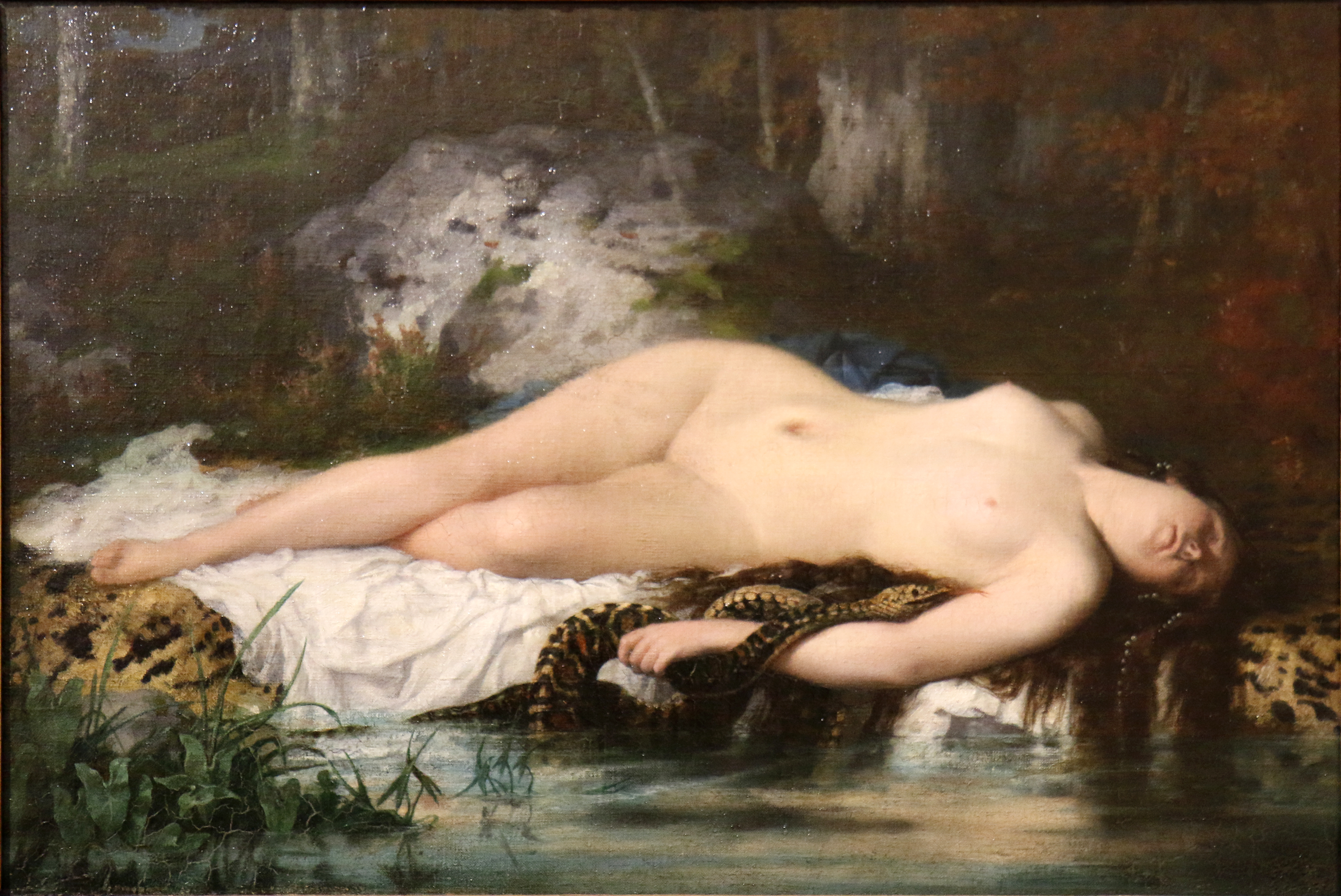
La mort de Coronis

### Le photographe
Lorsque Louis Daguerre présente son invention en 1839 au public, Charles Nègre décide alors de s’installer dans son propre atelier situé 21, quai de Bourbon sur l’Île Saint-Louis à Paris.
Esprit curieux, Charles Nègre est attiré par la photographie naissante. Au début, il pense que cette technique peut l’aider à réaliser ses tableaux. Lorsqu'il découvre la photographie en 1844, il écrit dans son Mémoire sur l'héliogravure « Je fus frappé d'étonnement à la vue de ces merveilles et, entrevoyant l'avenir réservé à cet art nouveau, je pris la résolution d'y consacrer mon temps et mes forces ». Toutefois, il en découvre vite les autres possibilités et va pratiquer la photographie comme un art à part entière qui assure sa réputation à Paris. Il est sans conteste l'un des artistes les plus doués de cette génération de pionniers de la photographie.

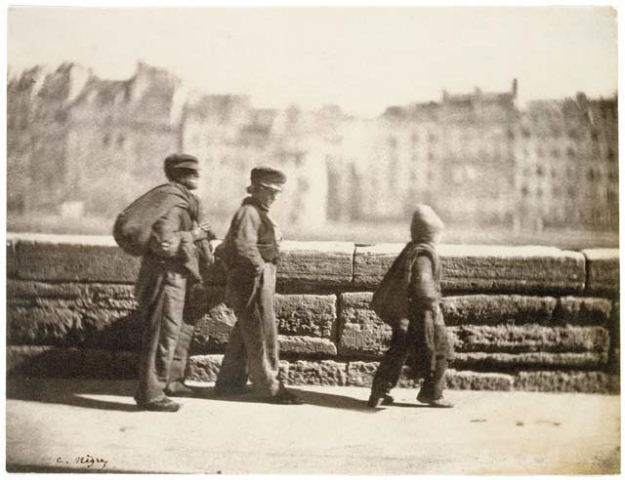
Ramoneurs en marche, quai de Bourbon, Paris, 1851.

Il met au point son propre procédé de gravure héliographique avec passage dans un bain d'or pour produire des œuvres qui « réunissent la finesse et la précision de la photographie à la fermeté et à la profondeur des teintes de la gravure ».
Une épreuve sur papier salé de septembre ou novembre 1851 de ses Ramoneurs en marche illustre cette démarche. Probablement réalisée comme étude pour un tableau, cette série de photographies est considérée comme une étape importante de l’histoire de la photographie car représentant un des premiers essais de rendu du mouvement.
En 1851, contrarié de ne pas faire partie de la commande de l’État qu’on nommera plus tard la Mission héliographique, Charles Nègre décide de sa propre initiative de photographier le littoral du Sud-Est de la France. Il est ainsi le premier photographe à avoir parcouru les Alpes-Maritimes juste après la création du département. Il exécute également une première série de clichés de bâtiments, ruines et paysages du Midi de la France en 1852, puis reçoit une série de commandes de l'État français : en 1854 pour la cathédrale de Chartres, en 1858 pour des reproductions d’œuvres d’art du Louvre, et pour les nouveaux bâtiments intérieurs de l’asile impérial de Vincennes. En 1865, il est engagé par le duc de Luynes pour produire en héliogravure les planches du Voyage d’exploration à la mer Morte, à Pétra et sur la rive gauche du Jourdain, qui est publié de 1871 à 1876 par Arthur Bertrand. Ses travaux paraîtront sous forme d'albums aux éditions d'art d'Adolphe Goupil après 1853.

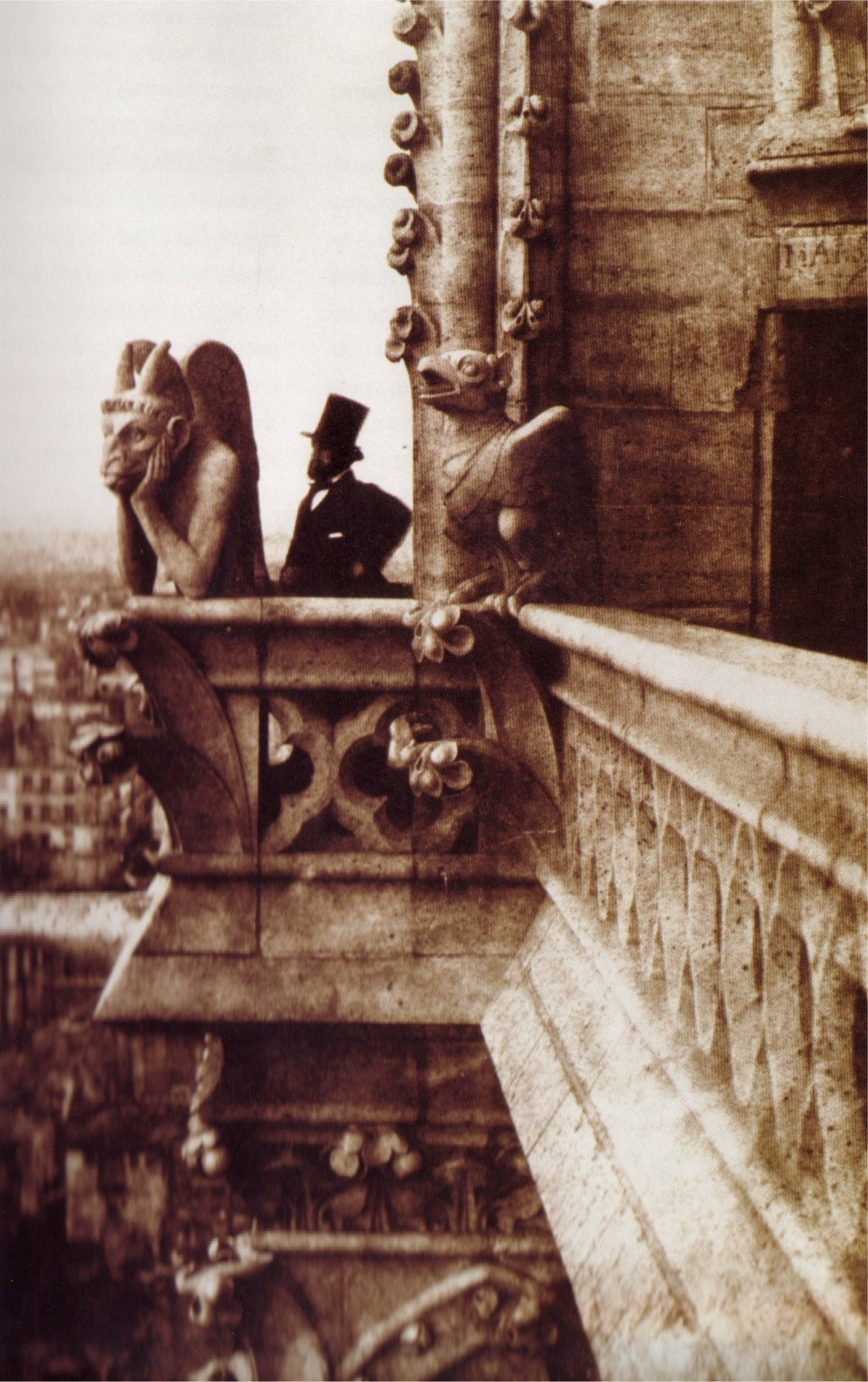
Le Stryge[8], 1853.
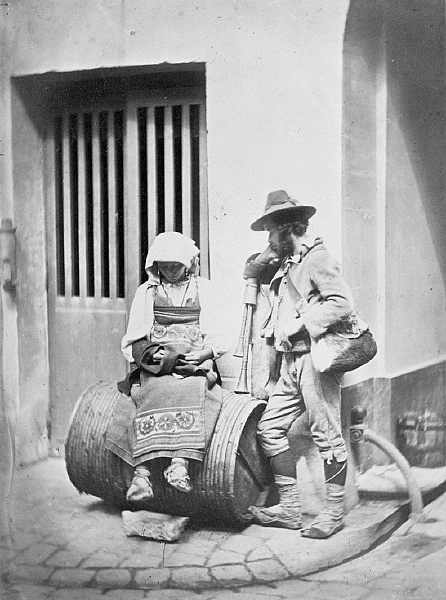
Musiciens de rue italiens devant le 21 quai de Bourbon, vers 1854.
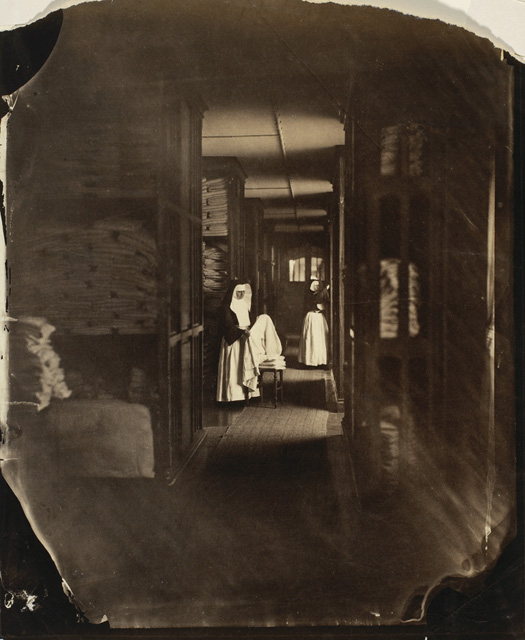
La lingerie de l'Asile impérial de Vincennes, vers 1858.
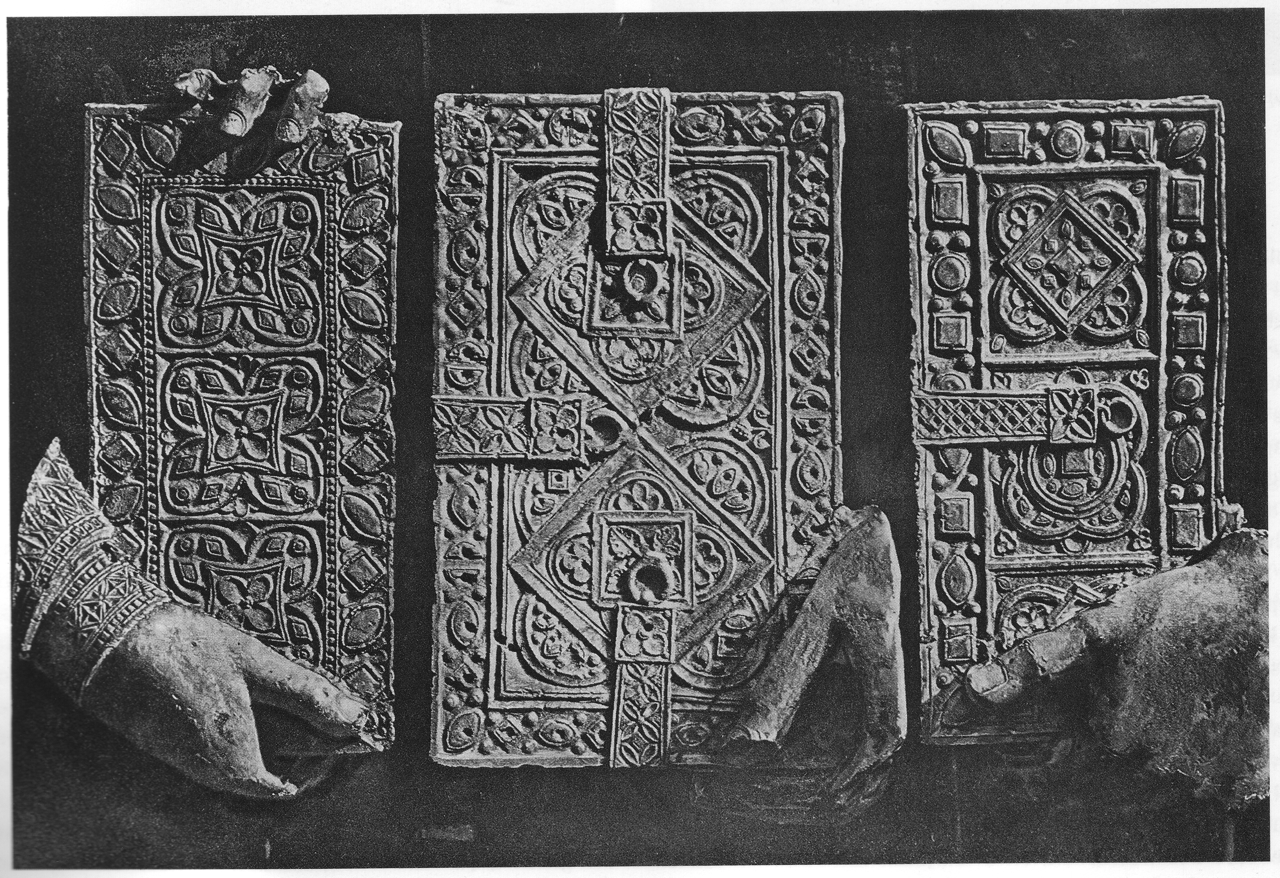
Détail du portail Sud de la cathédrale de Chartres, 1867.

### Les dernières années

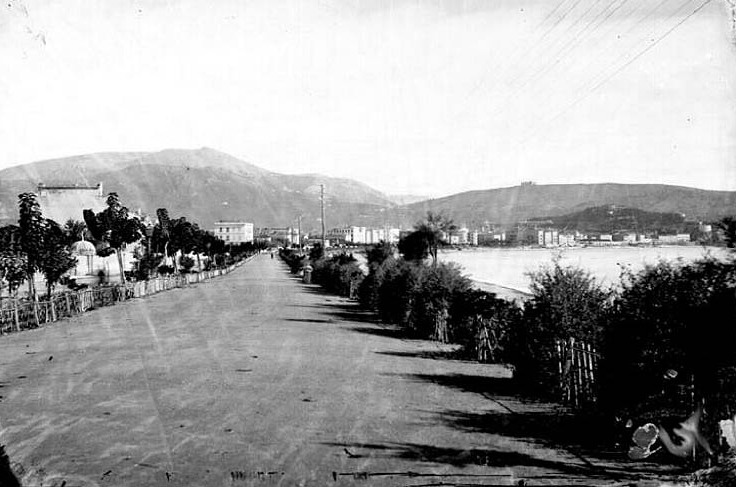
La Promenade des Anglais, 1863.

En 1863, sa santé vacillante le ramène dans sa région natale. Il se retire à Nice. Il obtient un poste de professeur au Lycée Impérial de Nice et ouvre un atelier, 3 rue Chauvain.
Jusqu'à sa mort, il réalise, dans un souci de documentation systématique, une grande série de photographies de Saint-Raphaël à Menton. C'est dans les scènes de genre empruntées au quotidien de la rue qu'il excelle.
Mort dans l’oubli dans sa ville natale, Charles Nègre ne sera redécouvert qu’en 1936, à la faveur de grandes expositions photographiques organisées à Paris et à New York.
Il est inhumé au cimetière Sainte-Brigitte de Grasse.
Son petit-neveu, Joseph Nègre s’efforcera toute sa vie de promouvoir l'œuvre de son grand oncle. En 1991, il publie son livre La Riviera de Charles Nègre, reproduisant plusieurs clichés de la Côte d'Azur et de son arrière-pays.

## Collections
En mars 2022, un ensemble de photographies de Charles Nègre est vendu aux enchères à Paris par Sotheby's lors de la vente des collections d'André Jammes. C'est lors de cette vente que la photographie Le Stryge est préemptée par les Musées nationaux et rejoint les collections du Musée d'Orsay.

### Quelques œuvres
- La porte des Châtaignes, Arles, 1852.
- Le Stryge, 1853, musée d'Orsay.
- L’Asile impérial de Vincennes, 1859, Bibliothèque nationale de France, département des Estampes et de la Photographie.

## Expositions
- 5 juillet - 17 août 1980 : Charles Nègre : photographe 1820-1880, Musée Réattu, Arles[14]

puis 25 novembre 1980 - 19 janvier 1981 : Musée du Luxembourg, Paris.
- 31 mai - 26 juin 1988 : La Riviera de Charles Nègre : premières photographies de la Côte d'Azur : Centre international, Grasse

puis 5 juillet - 5 septembre 1988 : Musée de la Castre, Cannes.
- 8 novembre 2000 - 14 janvier 2001 Nice 1863-1900 : de Charles Nègre à Jean Giletta : Théâtre de la Photographie et de l'Image, Nice[15].
- 15 décembre 2020 - 28 mars 2021 : Charles Nègre : un artiste protéiforme, Musée d'art et d'histoire de Provence, Grasse [16].

## Hommages
La ville de Nice a donné son nom au musée de la photographie Charles Nègre, et la ville de Grasse à sa médiathèque inaugurée en 2022,.